# Khatib
Een khatib of chatib (Arabisch: خطيب) is binnen de islam iemand die voor de gezamenlijke vrijdagsalat en na de speciale salat van het Offerfeest en het Suikerfeest de khutbah houdt.
Hoewel doorgaans de imam de khutbah houdt, kan deze ook door een ander gehouden worden. Voorwaarde is dat het een man is, de puberteit voorbij is, psychisch in orde is en ritueel gewassen. De aanwezigen worden geacht in stilte te luisteren; zelfs een ander manen tot stilte zou niet toegestaan zijn. Ook de khatib mag de khutbah niet onderbreken om bijvoorbeeld iemand te groeten.
De khatib groet de gelovigen na het bestijgen van de minbar en wendt zich tot de gelovigen. Hij leest vervolgens de khutbah die hij heeft voorbereid. Een korte duur van de khutbah zou getuigen van begrip en kennis van de islam. Na de khutbah wordt een smeekbede door hem opgezegd. Deze behoort spontaan door hem gedaan te worden.
De khatib mag zich niet bedienen van poëtische taal of welbespraaktheid, omdat het om de boodschap van de khutbah gaat. Een toon die naar muzikaliteit neigt moet hij voorkomen.